# Marcelo Yuka
Marcelo Yuka, nome artístico de Marcelo Fontes do Nascimento Viana de Santa Ana OMC (Rio de Janeiro, 31 de dezembro de 1965 – Rio de Janeiro, 18 de janeiro de 2019), foi um músico, poeta, compositor, ativista, político e palestrante brasileiro. Foi um dos fundadores da banda O Rappa e, posteriormente, do grupo F.U.R.T.O.
Notabilizou-se como compositor da maioria das canções do Rappa no período em que esteve na banda, com letras carregadas de intenso teor social e crítico, sendo portanto, um dos principais letrista dos anos 90. Nos seus últimos dias foi líder de uma ONG, de nome homônimo à sua última banda; através desta ONG, lutou por maior realização de pesquisas com células-tronco.
Yuka foi, além de compositor, baterista do O Rappa, função que deixou de exercer depois de um atentado a tiros na Tijuca que o deixou paraplégico, impossiblitando-o de tocar bateria. O músico deixou a banda alegando ter sido expulso e foi substituído inicialmente por Marcelo Lobato. Fundou, então, o grupo Furto, que fazia parte um projeto social de mesmo nome.
A saúde de Marcelo Yuka começou a se deteriorar em agosto de 2018, quando ele sofreu um acidente vascular cerebral. Em janeiro do ano seguinte, sofreu outro AVC que o fez entrar em coma induzido. Faleceu vítima de uma infecção generalizada em 18 de janeiro de 2019 no Hospital Quinta D'Or, onde estava internado. Encontra-se sepultado no Cemitério de Campo Grande, Rio de Janeiro.

## Biografia

### Do Rappa ao F.U.R.T.O
Junto com Marcelo Lobato, Xandão e Nelson Meirelles, Yuka foi um dos fundadores do O Rappa, banda em que seguiu até o ano de 2001. Compôs letras consideradas bem elaboradas e sociopolíticas, tais como "Todo Camburão Tem um Pouco de Navio Negreiro", "Pescador de Ilusões", "A Feira", "Tribunal de Rua", "Me Deixa", "Minha Alma (A paz que eu não quero)", "O que Sobrou do Céu", entre outras canções. Além de compositor, era também baterista, até ser baleado com 9 tiros em uma tentativa de assalto na noite do dia 9 de novembro de 2000 no bairro da Tijuca, Rio de Janeiro, fato que o deixou paraplégico e o impossibilitou de tocar.
Depois disso, criou o F.UR.T.O, banda que fazia parte de um projeto social homônimo, que, segundo Yuka, era algo maior do que O Rappa lhe possibilitava.

### Política
Filiado ao PSOL desde 2010, em 2012, foi convidado por Marcelo Freixo, candidato do partido para o cargo de prefeito na eleição municipal do Rio de Janeiro em 2012, para integrar a chapa como candidato a vice-prefeito. A chapa Freixo-Yuka terminou em 2º lugar com 914.082 votos, equivalente a 28,05%, porém não chegou ao 2º turno.

### Histórias em quadrinhos
Fez o roteiro para a série de quadrinhos "O Doutrinador" de Luciano Cunha em "O Doutrinador: Dark Web", publicado em 2015 pela Redbox Editora.

### Após
Após sua breve atuação política e a efêmera existência do "FURTO", Yuka trabalhou em um álbum com o produtor Apollo 9, Canções para depois do ódio, que ressaltava sua depressão, tratada com ioga e meditação após um período com consumo excessivo de remédios antidepressivos. A banda A Entidade fez a parte instrumental, e as cantoras Céu e Cibelle estiveram entre as participações especiais. Além disso, Yuka também produziu Mestiço, um projeto de "Eletro-indígena-hardcore, com guitarras distorcidas e base eletrônica". As letras eram todas sobre a questão indígena. Fora da música, preparou ainda um talk show na PlayTV, Hoje eu desafio o mundo sem sair da minha casa.
Sua vida e seu ativismo foram registrados no documentário “No caminho das setas”, de 2011, e posteriormente no livro “Não se preocupe comigo”, de sua autoria, em parceria com Bruno Levinson, livro este lançado em 2014. Em janeiro de 2017, quando se encontrava já internado, foi lançado o disco “Canções para depois do ódio”.
Foi agraciado com a Ordem do Mérito Cultural em 2015, na classe de comendador.

### Morte
A saúde do músico vinha se deteriorando desde agosto de 2018, após ter sofrido um acidente vascular cerebral (AVC). Na madrugada do dia 4 de janeiro entrou em coma induzido, após sofrer outro AVC. Faleceu em 18 de janeiro de 2019, no hospital Quinta D'or, onde estava internado, vítima de infecção generalizada. Seu corpo foi enterrado no Cemitério de Campo Grande, na Zona Oeste do Rio.
Bibliografia
- 2012 - Astronautas Daqui
- 2014 - Não Se Preocupe Comigo (Com Bruno Levinson)

## Discografia

### Com O Rappa
Álbuns de estúdio
- 1994 - O Rappa
- 1996 - Rappa Mundi
- 1999 - Lado B Lado A

Ao vivo
- 2001 - Instinto Coletivo

### Com F.U.R.T.O.
Álbum de estúdio
- 2005 - Sangueaudiência

### Carreira Solo
Álbuns de estúdio
- 2017 - Canções para Depois do Ódio